# John Erskine, XVII conde de Mar
John Erskine, Conde de Mar (m. 28 de octubre de 1572), regente de Escocia, era hijo de John, Señor de Erskiney guardián de Jacobo V y después de María de Escocia. Está considerado como el XVIII conde de la 1.ª creación y el I conde de la 7ª.

## Carrera
John fue Comendador de Dryburgh Abbey desde 1547, y sucedió a su padre como sexto Lord Erskine en 1552. Se unió a los reformadores religiosos, pero sin demasiada convicción. [cita requerida] . Firmó la carta pidiéndole al reformador calvinista John Knox que regresara a Escocia en 1557. Recibió la custodia del Castillo de Edimburgodurante la lucha entre la regente, María de Guisa, y los Lores de la Congregación, durante la que parece haber intentado alcanzar la paz entre ambos.
Cuando María de Escocia regresó en 1561, Erskine era miembro de su consejo y apoyó su matrimonio con Lord Darnley. Estaba casado con Annabella Murray, hija de William Murray de Tullibardine y hermana de William Murray de Tullibardine, Controller de Escocia en 1563. La reina frecuentaba la compañía de Annabella, a la que Knox llamó "Jesabell". En 1565 Erskine recibió el título de conde de Mar cuando la reina lo restauró para él y sus herederos . Como guardián de Jacobo, el futuro rey Jacobo VI, en Stirling, evitó que el joven príncipe cayera en manos de Lord Bothwell, y cuándo los nobles escoceses se alzaron contra María y Bothwell, Mar estuvo entre sus líderes; participó en el gobierno de Escocia durante el encarcelamiento de María en el castillo de Lochleven en 1567–68 y también tras su posterior abdicación.

### Regente de Escocia
En septiembre de 1571 fue nombrado Regente de Escocia, pero fue eclipsado por James Douglas, IV conde de Morton. Murió en Stirling el 29 de octubre de 1572 después de una breve enfermedad, y se aceptó que había sido debida a causas naturales. Aun así, algunas fuentes apuntan a un posible envenenamiento ordenado por el Conde de Morton. La enfermedad de Mar, escribió James Melville, apareció tras un banquete en Dalkeith Palace celebrado por Morton.
John comenzó en Stirling la construcción de la casa conocida como'Mar's Wark', ahora en ruinas. La otra sede familiar fue la Torre de Alloa. Jacobo VI continuo manteniendo una amigable relación con su viuda, Annabella Murray y se dirigía a ella como "Minnie". Fue la institutriz de su hijo, el Príncipe Enrique en Stirling.